# Naudhia
Naudhia é uma vila no distrito de Sidhi, no estado indiano de Madhya Pradesh.

## Demografia
Segundo o censo de 2001, Naudhia tinha uma população de 7143 habitantes. Os indivíduos do sexo masculino constituem 54% da população e os do sexo feminino 46%. Naudhia tem uma taxa de literacia de 69%, superior à média nacional de 59.5%: a literacia no sexo masculino é de 77% e no sexo feminino é de 59%. Em Naudhia, 15% da população está abaixo dos 6 anos de idade.